# Liste de nouvelles d'Henri Vernes mettant en scène Bob Morane
Cette page présente une liste de nouvelles d'Henri Vernes mettant en scène Bob Morane.
Concernant la liste des romans, se reporter à la page Liste des romans de Bob Morane.
Cette page concerne les nouvelles en format papier et ne présente donc pas les aventures en bande dessinée.

## Nouvelles

### L'Œil d'émeraude
- Publication aux éditions Gérard et Cie
- Année de publication : 1957
- Situation dans la série : no 21bis
- Remarque : Nouvelle de 13 pages. Le même sujet sera développé pour le roman (65e aventure) portant le même titre. Paru dans Marabout Junior 100 "Le tigre du ciel"
- Résumé : Après un voyage au Japon, Bob Morane visite Hong-Kong pour voir son ami Peter Quimby pour quelque temps.
- Hors-collection: HC03

### La Dernière Rosace
- Publication aux éditions C.L.E. Ananké
- Année de publication : 1992
- Remarque : Nouvelle de 22 pages.
- Numéro d'ordre dans la série : no 164bis
- Hors-collection: Omnibus Ananké
- Résumé : Dernière histoire de la saga Ananké. Censée détruire Ananké, cet univers parallèle peut-il vraiment être détruit?

### Retour au crétacé
- Parution chez C.L.E. Ananké
- Numéro d'ordre dans la série : no 165bis
- Année de publication : 1993
- Hors-collection: Omnibus Cycle du temps 1
- Résumé :

### Un collier pas comme les autres
- Parution chez CGRI
- Numéro d'ordre dans la série : no 166bis
- Année de publication : 1993
- Remarque : Paru dans "40 ans de Bob Morane"
- Résumé :

### La Mort de l'Épée
- Parution chez C.L.E. Ananké
- Numéro d'ordre dans la série : no 167bis
- Année de publication : 1993
- Hors-collection: Omnibus Cycle du temps 2
- Résumé :

### La Jeunesse de l’Ombre Jaune/ 1
- Parution chez C.L.E. Ananké
- Numéro d'ordre dans la série : no 167ter
- Année de publication : 1993
- Hors-collection: Omnibus Ombre Jaune 1
- Résumé :

### La Jeunesse de l’Ombre Jaune/ 2
- Parution chez C.L.E. Ananké
- Numéro d'ordre dans la série : no 168bis
- Année de publication : 1994
- Hors-collection: Omnibus Ombre Jaune 2
- Résumé :

### La Jeunesse de l’Ombre Jaune/ 3
- Parution chez C.L.E. Ananké
- Numéro d'ordre dans la série : no 169bis
- Année de publication : 1994
- Hors-collection: Omnibus Ombre Jaune 3
- Résumé :

### L'Épée de d'Artagnan
- Publication aux éditions Ananké
- Année de publication : 2003
- Numéro d'ordre dans la série : # 188
- Hors-collection: HC1
- Résumé :  Bob Morane se fait proposer d'être le parrain de l'exposition " Sur les traces de d'Artagnan ".
- Remarque : Inclus le dictionnaire des personnages jusqu'au #180

### Le Cri de la Louve
- Publication aux éditions Ananké
- Année de publication : 2004
- Numéro d'ordre dans la série : # 190
- Hors-collection: HS2
- Résumé : Bob Morane se fait raconter par le patron d'une auberge l'histoire d'un château hanté où l'on peut entendre le "Cri de la Louve".
- Remarque : Paru dans "Bob Morane et moi, 50 ans d'aventures"

### La résurrection de l'Ombre Jaune
- Publication aux éditions Ananké
- Année de publication : 2006
- Numéro d'ordre dans la série : # 192bis
- Hors-collection: HC7
- Résumé :

### Aux Origines de l'imaginaire
- Nouvelle parue dans Les origines de Bob Morane (tome I), éd. Ananké
- Numéro d'ordre dans la série : no 193
- Année de publication : 2004
- Résumé :

### Chambre 312
- Nouvelle parue dans Les origines de Bob Morane (tome II), éd. Ananké
- Numéro d'ordre dans la série : no 197
- Année de publication : 2004
- Résumé : Venu fêter le rétablissement de la démocratie à Santa Elena, Bob Morane trouve une inconnue nue et décédée dans sa chambre d'hôtel.

### Escale forcée
- Publication dans le recueil Contes et récits d'aventures (1), aux éditions Ananké
- Année de publication : 2006
- Numéro d'ordre dans la série : no 201
- Résumé :
- Remarque : Paru dans Contes et récits d'aventures 1

### L'Ombre du lieutenant
- Publication dans le recueil Contes et récits d'aventures (2), aux éditions Ananké
- Numéro d'ordre dans la série : no 203
- Année de publication : 2006
- Résumé :
- Remarque : Paru dans Contes et récits d'aventures 2

### Une voix d'enfant
- Publication dans le recueil Contes et récits d'aventures (3), aux éditions Ananké
- Numéro d'ordre dans la série : no 205
- Année de publication : 2007
- Résumé :
- Remarque : Paru dans Contes et récits d'aventures 3

### L'Idole Atlante
- Publication aux éditions Ananké
- Année de publication : 2007
- Numéro d'ordre dans la série : no 207
- Résumé : Avant de plonger dans les profondeurs de la Mer des Caraïbes et d’y découvrir une civilisation perdue, le destin de Bob Morane avait croisé celui des derniers Atlantes... Ainsi que la route de biens sombres ennemis.

### Un beau dimanche à Bruxelles
- Publication dans le recueil Un collier pas comme les autres, aux éditions Ananké
- Numéro d'ordre dans la série : no 209
- Année de publication : 2008
- Résumé :

### Le kraken
- Publication aux éditions Ananké
- Numéro d'ordre dans la série : no 210
- Année de publication : 2009
- Résumé :

### Le manuscrit explosif
- Publication aux éditions Ananké
- Numéro d'ordre dans la série : no 211
- Année de publication :
- Résumé :
- Remarque : Paru dans Contes et récits d'aventures 4

### Quand le chauve sourit
- Publication aux éditions Ananké
- Numéro d'ordre dans la série : no 212
- Année de publication : 2008
- Résumé :
- Remarque : Paru à l'origine dans les dossiers du Phénix sur Bob Morane 1996 sous le titre "A l'heure où le grand chauve sourit".

### Murder party
- Publication aux éditions Ananké
- Numéro d'ordre dans la série : no 213
- Année de publication :
- Résumé :
- Remarque : Paru dans Contes et récits d'aventures 5

### Les perles de l'oncle Robert
- Publication aux éditions Ananké
- Numéro d'ordre dans la série : no 214
- Année de publication :
- Résumé :

### Un étrange trio
- Publication aux éditions Ananké
- Numéro d'ordre dans la série : no 215
- Année de publication :
- Résumé :

### Une mystérieuse proposition
- Publication aux éditions Ananké
- Numéro d'ordre dans la série : no 218
- Année de publication :
- Résumé :
- Remarque : Paru dans Contes et récits d'aventures 6

### La pyramide des Ratapignata
- Publication aux éditions Ananké
- Numéro d'ordre dans la série : no 219
- Année de publication :
- Résumé :

### Game Over
- Publication aux éditions Ananké
- Numéro d'ordre dans la série : no 222
- Année de publication :
- Résumé :

### Alerte aux V1
- Publication aux éditions Ananké
- Numéro d'ordre dans la série : no 223
- Année de publication :
- Résumé :

### Le clone d'Hash-Khe-Neh
- Publication aux éditions Ananké
- Numéro d'ordre dans la série : no 224
- Année de publication :
- Résumé :

### Coup de théâtre
- Publication aux éditions Ananké
- Année de publication : 2010
- Remarque : Nouvelle de 47 pages.
- Numéro d'ordre dans la série : no 225
- Hors-collection : HC31
- Résumé : Bob Morane assiste à une pièce de théâtre adaptée d'un roman d'Agatha Christie. La pièce se termine sur un coup de feu et l'acteur Mellan porte sa main à son cœur et s'écroule. Le rideau tombe sous les applaudissements. Coup de théâtre : l'acteur a vraiment été tué par balle.

### Une mauvaise surprise
- Publication aux éditions Ananké.
- Année de publication : 2011
- Remarque : Nouvelle de 28 pages.
- Numéro d'ordre dans la série : no 226
- Hors-collection : HC32
- Résumé : Petit aéroport de Fieldborough au pays de Galles, Bob et Bill entassés dans une Mini Morris rouge criard se dirigent à une réunion de l'AAA, invités par un de leurs vieux amis, James Robertson.

### Le Monstre du métro
- Nouvelle de 30 pages. Écrite par Henri Vernes avec la collaboration de Christophe Corthouts. Recueil de nouvelles Quand le chauve sourit
- Publication aux éditions Ananké
- Année de publication : 2011
- Numéro d'ordre dans la série : no 227
- Hors-collection : HC33
- Résumé : Bob Morane se procure un livre écrit par sir Conan Doyle. Arrivé chez lui et assis confortablement dans son fauteuil préféré, il débute la lecture du livre : Le Signe des Quatre. La première page est collée à la couverture et une étrange cloque y apparaît. Morane décide de crever cette cloque et une odeur pestilentielle lui saute aux narines. Et puis l'obscurité l'engloutit totalement.

## Bob Morane(les nouveaux auteurs)
Depuis 2013, de nouveaux auteurs, fans de la série, écrivent aux éditions Ananké des nouvelles de Bob Morane (HC ou GF).

### La Malédiction de Michel-Ange
- Auteur : Christophe Corthouts
- Publication aux éditions Ananké
- Année de publication : 2013
- Hors-collection : GF44
- Résumé : Bob Morane doit à nouveau combattre l'Ombre Jaune et ses nano-robots. Tania Orloff lui viendra en aide pour combattre son éternel ennemi.

### Le Souffle de Vénus
- Auteur : Christophe Corthouts
- Publication aux éditions Ananké
- Année de publication : 2013
- Remarque : Nouvelle de 37 pages ; tirage limité à 250 exemplaires.
- Hors-collection : HC35
- Résumé : Pour sauver la vie de Sophia Paramount, Bob Morane doit satisfaire les dernières volontés du fils d'un ancien héros inconnu de l'Allemagne nazie.

### Menace au château Frontenac
- Auteur : François Hebert
- Publication aux éditions GID
- Remarque : Nouvelle de 27 pages ; tirage limité à 250 exemplaires.
- Année de publication : 2013
- Hors-collection : HC34
- Résumé : 1943. Deuxième guerre mondiale. Pour assurer la sécurité du Premier ministre britannique, Bob Morane est chargé d'escorter l'avion ministériel jusqu'au Canada.

### La Forteresse des nuages
- Auteur : Brice Tarvel
- Publication aux éditions Ananké
- Année de publication : 2014
- Remarque : Nouvelle de 70 pages.
- Hors-collection : HC36
- Tirage limité à 300 exemplaires.
- Résumé : Bob et Bill se trouvent dans le village de Cruzpata dans la vallée du Lac bleu au Pérou à la demande de leur vieil ami Aristide Clairembart.

### Détour par Banshee Bay
- Auteur : Mythic
- Publication aux éditions Ananké
- Année de publication : 2014
- Remarque : Nouvelle de 82 pages.
- Hors-collection : HC39
- Tirage limité à 300 exemplaires
- Résumé : Histoire se déroulant à plusieurs endroits : Floride, Washington, Banshee Bay. Bob Morane aura affaire avec le FBI ainsi qu'une certaine Molly.

### Le Médaillon à la Salamandre
- Auteur : Mythic
- Publication aux éditions Ananké
- Année de publication : 2014
- Hors-collection : HC37
- Tirage limité à 300 exemplaires
- Résumé : En revenant de Barcelone, Bob Morane reçoit un coup de téléphone d'un dénommé Maxime Jobet. Celui-ci connaît la réputation de Bob pour trouver des choses introuvables et de résoudre des affaires épineuses. Bob accepte son invitation.
- Remarque : Nouvelle de 81 pages.

### Plein ciel
- Auteur : Christophe Corthouts
- Publication aux éditions Ananké
- Année de publication : 2014
- Hors-collection : HC38
- Tirage limité à 300 exemplaires
- Résumé : Juillet 1944. Quelque part au-dessus de l'Europe en Guerre. Bob Morane devra affronter des Nazis.
- Remarque : Nouvelle de 50 pages.

### Le Murmures des ombres
- Auteur : Brice Tarvel
- Publication aux éditions Ananké
- Année de publication : 2014
- Hors-collection : GF45
- Résumé : Maryse Ternek demande de l'aide à Bob Morane pour retrouver son mari violoniste. Il a disparu avec son orchestre, soit une trentaine de personnes.
- Remarque : Nouvelle de 97 pages.

### Opération Chronos
- Auteur : Brice Tarvel
- Publication aux éditions Ananké
- Année de publication : 2015
- Hors-collection : GF47
- Résumé : En voulant aider un malheureux clochard, Bob Morane reçoit de celui-ci une touffe de poils roussâtres lui rappelant un épisode tragique de son enfance. Il comprend qu'il a entre les mains un message de détresse d'une de ses amies d'enfance.

### L'Idole Viking
- Auteur : Brice Tarvel
- Publication aux éditions Ananké
- Année de publication : 2016
- Hors-collection : GF48
- Résumé : Bob et Bill doivent aider Hélène Dorléans à combattre Harry Morgan qui tente d'entrer en possession d'une statuette Viking redoutable. Celle-ci possède un onguent magique permettant de se métamorphoser en berserker. Cette idole a été utilisée vers l'an 987 en pays Viking et est maintenant sur le sol américain.
- Remarque : Sur une idée de Christophe Corthouts.

### Brutux
- Auteur : Brice Tarvel
- Publication aux éditions Ananké
- Année de publication : 2015
- Hors-collection : HC40
- Tirage limité à 250 exemplaires
- Résumé : Bob et Bill auront maille à partir avec leur terrible ennemi l'Homme aux dents d'Or, dans le grand nord du Québec.
- Remarque : Nouvelle de 93 pages.

### Le Retour de l'Aigle
- Auteur : Jean-Paul Castaldi
- Publication aux éditions Ananké
- Année de publication : 2015
- Hors-collection : HC41
- Tirage limité à 250 exemplaires
- Résumé : Dans les escaliers longeant le funiculaire de Montmartre, Bob et Bill sont témoins d'un meurtre par un colosse qui court aussi vite qu'un zèbre.
- Remarque : Nouvelle de 212 pages

### Le Syndrome du Pharaon
- Auteur : Bryce Tarvel
- Publication aux éditions Ananké
- Année de publication : 2015
- Remarque : Nouvelle de 97 pages.
- Hors-collection : HC43
- Tirage limité à 250 exemplaires
- Résumé : Bob Morane, Sophia Paramount et Bill Ballantine se rendent à un manoir près du village de Sainte-Enimie à la suite d'une invitation pour Sophia de la part d'un certain Maufroy de Saint-Bauzile.

### Les Passagers de la nuit
- Auteur : Jean-Pol Marquet
- Publication aux éditions Ananké
- Année de publication : 2016
- Hors-collection: HC44
- Tirage limité à 250 exemplaires
- Résumé :
- Remarque : Nouvelle de 256 pages.

### Retour à Gray
- Auteur : Serge Allemand
- Publication aux éditions Ananké
- Année de publication : 2015 pour Retour à Gray et 2011 pour Guet-Apens à Gray
- Hors-collection: HC45
- Tirage limité à 300 exemplaires
- Résumé : Cette histoire est une suite quatre ans plus tard de Guet-Apens à Gray. Bob Morane doit résoudre un vol de plusieurs tableaux du musée Baron-Martin de la ville de Gray.
- Remarque : Nouvelle "Guet-apens à Gray" incluse. Résumé: Bill, Sophia et Aristide doivent délivrer Bob Morane des griffes de l'homme aux dents d'Or. Miss Ylang-Ylang donnera aussi un coup de main pour libérer Morane.

### Les Fils d'Orion
- Auteur : Serge Allemand
- Publication aux éditions Ananké
- Année de publication : 2016
- Hors-collection: HC46
- Résumé : Bob et Bill doivent combattre leur éternel ennemi Ming qui cherche à se procurer le Saint-Graal situé à l'hospice du Grand-Saint-Bernard en Suisse.
- Remarque : Nouvelle de 304 pages.

### Les Créatures de l'Ombre Jaune
- Auteur : Sébastien Weitbruch
- Publication aux éditions Ananké
- Année de publication : 2015
- Hors-collection: HC42
- Tirage limité à 250 exemplaires
- Résumé : Bob Morane et Bill Ballantine auront à combattre de nouvelles créatures créées par leur terrible ennemi de toujours...l'Ombre Jaune.
- Remarque : Nouvelle de 185 pages.

### La Chauve-souris de Xibalba
- Auteur : Jean-Paul Raymond
- Publication aux éditions Ananké
- Année de publication : 2016
- Hors-collection: HC47
- Tirage limité à 250 exemplaires
- Résumé :

### Le Poucet de Vendôme
- Auteur : Jean-Paul Castaldi
- Publication aux éditions Ananké
- Année de publication : 2016
- Hors-collection: HC48
- Tirage limité à 250 exemplaires
- Résumé : Bob et Bill doivent sauver une petite fille d'une criminelle prénommé l'Ange.
- Remarque : Nouvelle de 82 pages

### Les Colosses de l'Ombre Jaune
- Auteur : Rémy Gallart. D'après une idée et des données historiques fournies par Michel Eloy.
- Publication aux éditions Ananké
- Année de publication : 2016
- Hors-collection: HC49
- Tirage limité à 250 exemplaires
- Résumé : Bob, Bill et Sophia sont transportées par la "Patrouille du Temps" aux environs de l'an 217 avant J.-C. pour combattre l'Ombre Jaune qui tente de changer l'histoire lors de la bataille historique de Raphia entre Ptolémée et Antiochus III.
- Remarque : Nouvelle de 190 pages

### Les Larmes du Bonsaï
- Auteur : Patrick Verlinden
- Publication aux éditions Ananké
- Année de publication : 2016
- Hors-collection: HC50
- Tirage limité à 250 exemplaires
- Résumé : Bob Morane est à San Francisco. Il reçoit un appel tardif de Cynthia White qui a besoin d'aide urgente au sujet d'un bonsaï qu'elle a en sa possession.
- Remarque : nouvelle de 64 pages.

### Les Enfants maudits d'Adjouna
- Auteur: Rémy Gallart
- Publication aux éditions Ananké
- Année de publication: 2017
- Hors-collection: HC54
- Tirage limité à 250 exemplaires
- Résumé: Bob et Bill sont en visite sur une petite île surnommé Adjouna. Ils devront bien malgré eux faire face à une révolution. Ils auront l'aide d'êtres mystérieux réfugiés dans une montagne et qui sont craints de tout le monde vivant sur cette île.
- Remarque: Nouvelle de 125 pages

### Le Grand Mogol
- Auteur: Rémy Gallart
- Publication aux éditions Ananké
- Année de publication: 2016
- Hors-collection : GF56
- Résumé: Bob Morane et Bill Ballantine sont aux prises avec le magicien Le grand Mogol et son amie Lara Nove. En leur présence, Bob et Bill ont le sentiment que le temps est au ralenti. L'histoire débute à Djibouti pour se terminer à Bruxelles.
- Remarque: Nouvelle de 200 pages

### Le Manoir des Mensonges
- Auteur: Rémy Gallart
- Publication aux éditions Ananké
- Année de publication : 2016
- Hors-collection : HC51
- Tirage limité à 250 exemplaires
- Résumé : Lors d'une excursion en Écosse près du domicile de Bill, celui-ci et Bob sauvent une jeune femme en danger de mort. Celle-ci les invite à son manoir pour prendre un repas à titre de remerciement. Plusieurs invités sont présents et lorsqu'un orage terrible éclate, plusieurs événements tragiques se produisent.
- Remarque: Nouvelle de 146 pages.

### Péril sur Chinatown
- Auteur: G. Bonnardeaux
- Publication aux éditions Ananké
- Année de publication: 2017
- Hors-collection: HC52
- Tirage limité à 250 exemplaires
- Résumé : Frank Reeves a été enlevé à San Francisco. Bob Morane et son ami Bill Ballantine devront affronter une organisation chinoise de Chinatown nommée Les Woo afin de pouvoir libérer leur ami.
- Remarque : Nouvelle de 104 pages. Il y aura une suite à cette histoire selon l'auteur et le titre sera: Alerte en mer de Chine.

### La Relique maudite
- Auteur: Rémy Gallart
- Publication aux éditions Ananké
- Année de publication : 2017
- Hors-collection : GF57
- Résumé : Bob Morane doit livrer une relique sainte en Belgique. Il se fait malheureusement voler sa voiture avec la relique à bord. Cette relique du Moyen Âge a une réputation maudite. L'aide de Bill sera la bienvenue pour retrouver cette relique.
- Remarque : Nouvelle de 181 pages

### Opération Micromégas
- Auteur: J.-L. Tafforeau
- Publication aux éditions Ananké
- Année de publication: 2017
- Remarque : Nouvelle de 152 pages.
- Hors-collection: HC53
- Tirage limité à 250 exemplaires
- Résumé : Bob Morane, Bill Ballantine ainsi que Sophia Paramount sont contactés par le colonel Graigh de la Patrouille du Temps afin de capturer un individu qui voyage dans le temps et qui pourrait changer l'histoire à l'époque de la révolution française. Bob Morane sera accidentellement projeté dans un monde parallèle où il n'est qu'un personnage de fiction, et y rencontrera son terrible ennemi, l'Ombre Jaune.

### Le Pont incertain
- Auteur: Mythyc
- Publication aux éditions Ananké
- Année de publication: 2017
- Hors-collection: HC55
- Tirage limité à 250 exemplaires
- Résumé : Bob Morane est contacté par le FBI et aura un rôle à jouer avec des drones et un certain pont dans la région de Denver.
- Remarque : Nouvelle de 88 pages.

### Les Ténèbres d'Ananké
- Auteur : Rémy Gallart
- Publication aux éditions Ananké
- Année de publication : 2017
- Hors-collection : HC56
- Tirage limité à 250 exemplaires
- Résumé : Bob et Bill ainsi qu'Aïsha Soudan sont pris au piège dans le monde d'Ananké. Ils feront face à une brume animée par une forme d'intelligence. Ils devront surmonter leur angoisse dans cet univers inquiétant dont ils croyaient s'être débarrassé.
- Remarque : Nouvelle de 133 pages. Il y aura une suite à cette histoire selon l'auteur et le titre sera: Les Chemins d'Ananké.

### Le Diable d'Angoulême
- Auteur : Jean-Paul Castaldi
- Publication aux éditions Ananké
- Année de publication : décembre 2017
- Hors-collection : GF60
- Résumé : Bob Morane et Bill Ballantine se rendent à Angoulême pour une grande manifestation (Le festival international de la bande dessinée). Bob rencontre le serviteur de ce festival nommé Gnim. Il se rendra compte que c'est le nom à l'envers de son pire ennemi Ming.
- Remarque : Nouvelle de 21 pages. Une nouvelle de 4 pages écrite par le même auteur intitulée : Le train électrique raconte une petite histoire de Bob Morane alors qu'il a 9 ans pendant la période de Noël.

### Terminus fatal
- Auteur : Christophe Corthouts
- Publication aux éditions Ananké
- Année de publication : 2017
- Hors-collection : HC57
- Tirage limité à 250 exemplaires
- Résumé : Bob Morane enquêtera sur la mort suspecte d'Élisa Granger à la demande de sa mère Martine Granger. Morane se rendra à Bruxelles à la compagnie Zeus Inc pour rencontrer le patron d'Élisa, Édouard Brambach. Morane va découvrir que la mort d'Élisa est différente de celle annoncée.
- Remarque : Nouvelle de 66 pages.

### Rencontre à Altamira
- Auteur : Serge Allemand
- Publication aux éditions Ananké
- Année de publication : 2017
- Hors-collection : HC59
- Tirage limité à 250 exemplaires
- Résumé : Bob Morane et Bill Ballantine feront une découverte importante dans une grotte en Espagne du nom d'Altamira. Certaines gravures datent d'au moins 25 000 ans.
- Remarque : Nouvelle de 52 pages.

### Les ruses de l'Ombre Jaune
- Auteur: Rémy Gallart
- Publication aux éditions Ananké
- Année de publication: 2018
- Hors-collection : GF62
- Résumé: Le colonel Graigh de la patrouille du temps demande à Sophia Paramount d'aller secourir Bob Morane et Bill Ballantine en 197 avant J.-C. à un endroit où l'Ombre Jaune a enlevé la femme du colonel Graigh, Simone Lachance.
- Remarque: Michel Éloy a été conseiller historique pour ce roman.

### Les diamants perdus
- Auteur: Bernard Cornil
- Publication aux éditions Ananké
- Année de publication: 2018
- Hors-collection : HC58
- Tirage limité à 250 exemplaires
- Résumé: Lors d'une excursion dans un pays africain, Bob Morane est attaqué par un lion et un mystérieux personnage lui sauve la vie. Quelques jours plus tard dans un article de journal local, l'histoire de Bob Morane sauvé par ce personnage est racontée et Diana et Tony Clatton croient reconnaître leur père disparu il y a plus de trois ans. À leur demande, Bob Morane tentera de retrouver cet homme dans une région sauvage habitée par les Wasembas.
- Remarque: Nouvelle de 69 pages

### Asgard la Noire
- Auteur: Serge Allemand
- Publication aux éditions Ananké
- Année de publication: 2018
- Hors-collection : HC60
- Tirage limité à 250 exemplaires
- Résumé: Pendant une excursion en campagne, Bob et Bill reçoivent un emballage contenant une lettre écrite par leur ami Aristide Clairembart faisant mention qu'ils doivent libérer Sophia Paramount d'une forteresse appelée 'Asgard La Noire'.
- Remarque: Nouvelle de 48 pages

### Les chemins d'Ananké
- Auteur: Rémy Gallart
- Publication aux éditions Ananké
- Année de publication: 2018
- Hors-collection: HC61
- Tirage limité à 150 exemplaires
- Résumé: Bob Morane, Bill Ballantine et Soledad poursuivent leurs voyages à travers les chemins d'Ananké[Quoi ?]. Ils sont toujours à la recherche d'Aïsha Soudan prise au piège dans ce monde infernal. Ils sont tous confrontés à une multitude de routes[Quoi ?] sur lesquelles ils sont contraints de marcher.

### Le spectre de radio Z
- Auteur: Patrick Verlinden
- Publication aux éditions Ananké
- Année de publication: 2018
- Hors-collection: HC62
- Tirage limité à 200 exemplaires
- Résumé: Bob Morane et Aristide Clairembart viennent à la rescousse d'un animateur de radio dans une course-poursuite au sujet d'une malédiction sur les derniers défunts de la famille Van Zandhoven.

### La cinquième dimension
- Auteur: Daniel Justens
- Publication aux éditions Ananké
- Année de publication: 2018
- Hors-collection: HC63
- Tirage limité à 200 exemplaires
- Résumé:

### Les marais d'Ananké
- Auteur: Rémy Gallart
- Publication aux éditions Ananké
- Année de publication: 2018
- Hors-collection: HC64
- Tirage limité à 200 exemplaires
- Résumé:

### Opération Blanche neige
- Auteur: Yves Trépanier
- Publication aux éditions Ananké
- Année de publication: 2019
- Hors-collection: HC65
- Tirage limité à 250 exemplaires
- Résumé:

### L'arche de l'Ombre Jaune
- Auteur: Yannick Boutot
- Publication aux éditions Ananké
- Année de publication: 2019
- Hors-collection: HC66
- Tirage limité à 250 exemplaires
- Résumé: